# Centro di assistenza fiscale
Un centro di assistenza fiscale (CAF), o centro autorizzato di assistenza fiscale (CAAF), in Italia, indica un'organizzazione alla quale i datori di lavoro e i lavoratori si rivolgono per ottenere assistenza fiscale (generalmente per la dichiarazione dei redditi).

## Tipologia e servizi offerti
I CAF devono aver ottenuto l'autorizzazione all'iscrizione all'albo nazionale dei CAF tenuto presso il Ministero delle finanze.
Essi si possono suddividere in due grandi classi:
- CAF lavoratori dipendenti: dedicati all'assistenza fiscale per i lavoratori dipendenti;
- CAF datori di lavoro: rivolti invece alle esigenze dei datori di lavoro.

I servizi più significativi svolti attualmente dai CAF sono la compilazione del modello 730, delle dichiarazioni fiscali di ogni genere, del modello RED, del modello ISEE, del modello ISEU, per concludersi con la trasmissione telematica dei modelli compilati, o precompilati dai contribuenti, attraverso il canale ENTRATEL.
Con tali adempimenti, il CAF attraverso il suo RAF (Responsabile Assistenza Fiscale) si sostituisce al contribuente nella responsabilità di compilazione e trasmissione telematica.

## Attività
I CAF verificano la conformità dei dati esposti nelle dichiarazioni Mod. 730 alla documentazione esibita dai contribuenti.
Nei Mod. 730 elaborati dai CAF (o dai professionisti), quindi, sono correttamente indicati, sulla base della documentazione esibita e delle disposizioni di legge, gli oneri deducibili e le detrazioni d'imposta spettanti, le ritenute operate, nonché gli importi dovuti a titolo di saldo o di acconto oppure gli acconti spettanti.
Nella selezione delle dichiarazioni da sottoporre a controllo formale, l'amministrazione finanziaria utilizza appositi criteri, diversificati rispetto a quelli utilizzati per la selezione delle dichiarazioni elaborate direttamente dal sostituto d'imposta per le quali non è stato pubblicato il visto di conformità.